# Liste des gares du Var
La liste des gares du Var, est une liste des gares ferroviaires, haltes ou arrêts, situées dans le département du Var, en région Provence-Alpes-Côte-d'Azur.

## Gares ferroviaires des lignes du réseau national

### Lignes à voie normale

#### Ligne de Marseille-Saint-Charles à Vintimille
Origine du kilométrage : Marseille-Saint-Charles.
| Nom                              | Type de gare | Ligne(s) et PK            | Date d'ouverture   | Date de fermeture voyageurs | Date de fermeture marchandises | Altitude | Code UIC | Code TR3A | Coordonnées                 | Image | Remarques |
| -------------------------------- | ------------ | ------------------------- | ------------------ | --------------------------- | ------------------------------ | -------- | -------- | --------- | --------------------------- | ----- | --- |
| Saint-Cyr Les Lecques La Cadière |              | 930 : 43,156              | 3 mai 1859         | Ouverte                     |                                | 27 m     | 87755215 | SAQ       | 43° 11′ 08″ N, 5° 42′ 12″ E |       | |
| Bandol                           |              | 930 : 50,607              | 3 mai 1859         | Ouverte                     |                                | 36 m     | 87755223 | BND       | 43° 08′ 26″ N, 5° 45′ 01″ E |       | |
| Ollioules Sanary                 |              | 930 : 57,472              | 3 mai 1859         | Ouverte                     |                                | 17 m     | 87755231 | OLL       | 43° 07′ 21″ N, 5° 49′ 27″ E |       | |
| La Seyne Six-Fours               |              | 930 : 61,820              | 3 mai 1859         | Ouverte                     | Ouverte                        | 8 m      | 87755264 | LSM       | 43° 07′ 01″ N, 5° 52′ 37″ E |       | Anciennement La Seyne - Tamaris-sur-Mer                                                                                   |
| Toulon                           |              | 930 : 66,982              | 3 mai 1859         | Ouverte                     |                                | 19 m     | 87755009 | TLN       | 43° 07′ 43″ N, 5° 55′ 47″ E |       | |
| Toulon Sainte-Musse              |              | 930 : 70,4                | 11 décembre 2022   | Ouverte                     | Jamais ouverte                 | 24 m     | 87742262 |           | 43° 07′ 30″ N, 5° 58′ 20″ E |       | |
| La Garde                         |              | 930 : 74,303              | 1er septembre 1862 | Ouverte                     |                                | 27 m     | 87755306 | LGD       | 43° 07′ 07″ N, 6° 00′ 36″ E |       | |
| La Pauline Hyères                |              | 930 : 77,125 942 : 0,000  | 1er septembre 1862 | Ouverte                     |                                | 36 m     | 87755314 | LPH       | 43° 08′ 11″ N, 6° 02′ 06″ E |       | Anciennement Hyères jusqu'à l'ouverture de la ligne 942 fin 1875.                                                         |
| La Farlède                       |              | 930 : 80,588              | 1er septembre 1862 |                             |                                | 59 m     | 87755322 | FRD       | 43° 09′ 47″ N, 6° 03′ 13″ E |       | Anciennement La Farlède - La Crau.                                                                                        |
| Solliès-Pont                     |              | 930 : 83,808              | 1er septembre 1862 | Ouverte                     |                                | 78 m     | 87755330 | SIP       | 43° 11′ 29″ N, 6° 02′ 48″ E |       | |
| Cuers Pierrefeu                  |              | 930 : 89,939              | 1er septembre 1862 | Ouverte                     |                                | 122 m    | 87755355 | CFU       | 43° 14′ 12″ N, 6° 05′ 09″ E |       | |
| Puget-Ville                      |              | 930 : 97,200              | 1er septembre 1862 | Ouverte                     |                                | 168 m    | 87755363 | PVI       | 43° 16′ 59″ N, 6° 08′ 18″ E |       | |
| Carnoules                        |              | 930 : 101,476 947 : 0,000 | 1er septembre 1862 | Ouverte                     |                                | 193 m    | 87755371 | CNS       | 43° 17′ 50″ N, 6° 11′ 10″ E |       | |
| Pignans                          |              | 930 : 104,678             | 1er septembre 1862 | Ouverte                     |                                | 170 m    | 87755389 | PIG       | 43° 17′ 54″ N, 6° 13′ 27″ E |       | |
| Gonfaron                         |              | 930 : 109,889             | 1er septembre 1862 | Ouverte                     |                                | 186 m    | 87755397 | GFR       | 43° 19′ 02″ N, 6° 16′ 55″ E |       | |
| Le Luc-et-Le Cannet              |              | 930 : 120,193             | 1er septembre 1862 | Ouverte                     |                                | 126 m    | 87755405 | LEC       | 43° 23′ 25″ N, 6° 20′ 35″ E |       | |
| Vidauban                         |              | 930 : 129,887             | 1er septembre 1862 | Ouverte                     |                                | 61 m     | 87755421 | VUB       | 43° 25′ 52″ N, 6° 26′ 01″ E |       | |
| Les Arcs Draguignan              |              | 930 : 135,538 943 : 0,000 | 1er septembre 1862 | Ouverte                     |                                | 63 m     | 87755447 | LAC       | 43° 27′ 20″ N, 6° 28′ 57″ E |       | Anciennement Les Arcs. L'ajout de Draguignan a eu lieu après la fermeture de la ligne 943 au service voyageurs, fin 1980. |
| Le Muy                           |              | 930 : 143,437             | 10 avril 1863      |                             |                                | 20 m     | 87755462 | LMY       | 43° 28′ 13″ N, 6° 34′ 28″ E |       | |
| Roquebrune-sur-Argens            |              | 930 : 149,348             | 10 avril 1863      |                             |                                | 13 m     | 87755488 | RQA       | 43° 27′ 29″ N, 6° 38′ 22″ E |       | |
| Puget-sur-Argens                 |              | 930 : 153,087             |                    |                             |                                | 12 m     | 87755496 | PUE       | 43° 27′ 13″ N, 6° 40′ 59″ E |       | |
| Fréjus                           |              | 930 : 157,998             | 10 avril 1863      | Ouverte                     |                                | 8 m      | 87757500 | FRJ       | 43° 25′ 55″ N, 6° 43′ 58″ E |       | |
| Saint-Raphaël Valescure          |              | 930 : 161,091             | 10 avril 1863      | Ouverte                     |                                | 8 m      | 87757526 | SRV       | 43° 25′ 25″ N, 6° 46′ 10″ E |       | |
| Boulouris-sur-Mer                |              | 930 : 164,869             |                    | Ouverte                     |                                | 12 m     | 87757534 | BFM       | 43° 24′ 59″ N, 6° 48′ 28″ E |       | |
| Le Dramont                       |              | 930 : 167,874             |                    | Ouverte                     |                                | 16 m     | 87757542 | DRW       | 43° 25′ 04″ N, 6° 50′ 39″ E |       | |
| Agay                             |              | 930 : 169,947             | 10 avril 1863      | Ouverte                     |                                | 4 m      | 87757559 | AGH       | 43° 25′ 53″ N, 6° 51′ 24″ E |       | |
| Anthéor Cap Roux                 |              | 930 : 173,787             | 15 mai 1933.       | Ouverte                     | Jamais ouverte                 | 30 m     | 87757567 | AHC       | 43° 26′ 07″ N, 6° 53′ 31″ E |       | |
| Le Trayas                        |              | 930 : 179,571             |                    | Ouverte                     |                                | 31 m     | 87757575 | TYA       | 43° 28′ 29″ N, 6° 55′ 28″ E |       | |

#### Ligne de La Pauline-Hyères aux Salins-d'Hyères
Origine du kilométrage : La Pauline - Hyères
| Nom                 | Type de gare | Ligne(s) et PK           | Date d'ouverture   | Date de fermeture voyageurs | Date de fermeture marchandises | Altitude | Code UIC | Code TR3A | Coordonnées                 | Image | Remarques |
| ------------------- | ------------ | ------------------------ | ------------------ | --------------------------- | ------------------------------ | -------- | -------- | --------- | --------------------------- | ----- | --- |
| La Pauline Hyères   | Gare         | 930 : 77,125 942 : 0,000 | 1er septembre 1862 | Ouverte                     |                                | 36 m     | 87755314 | LPH       | 43° 08′ 11″ N, 6° 02′ 06″ E |       | Anciennement Hyères jusqu'à l'ouverture de la ligne 942 fin 1875.                                            |
| La Crau             | Gare         | 942 : 3,150              | 6 décembre 1875    | Ouverte                     |                                | 41 m     | 87755611 | LUV       | 43° 08′ 42″ N, 6° 04′ 07″ E |       | Fermée au service voyageurs le 24 mai 1940, rouverte plus tard que la gare d'Hyères (non desservie en 1975). |
| Gavarry             | Arrêt        | 942 : 5,152              | 1er septembre 1933 | 24 mai 1940                 | Jamais ouverte                 | 40 m     |          |           | 43° 07′ 46″ N, 6° 04′ 34″ E |       | |
| Hyères              | Gare         | 942 : 9,922              | 6 décembre 1875    | Ouverte                     | Ouverte                        | 18 m     | 87755629 | HYE       | 43° 06′ 32″ N, 6° 07′ 27″ E |       | Fermée au service voyageurs le 24 mai 1940, rouverte le 23 mai 1971.                                         |
| Le Palyvestre       | Arrêt        | 942 : 11,720             | 1er septembre 1933 | 24 mai 1940                 | Jamais ouverte                 | 2 m      |          |           | 43° 05′ 43″ N, 6° 08′ 12″ E |       | |
| La Plage-d’Hyères   | Gare         | 942 : 13,892             | 10 juillet 1876    | 24 mai 1940                 | 1er décembre 1987              | 2 m      | 87755678 | PDY       | 43° 05′ 12″ N, 6° 09′ 24″ E |       | |
| L'Ayguade           | Arrêt        | 942 : 16,154             | 1er septembre 1933 | 24 mai 1940                 | Jamais ouverte                 | 2 m      |          |           | 43° 06′ 20″ N, 6° 10′ 33″ E |       | |
| Les Salins-d’Hyères | Gare         | 942 : 18,423             | 10 juillet 1876    | 24 mai 1940                 | 1er décembre 1987              | 2 m      |          |           | 43° 06′ 53″ N, 6° 11′ 42″ E |       | |

#### Ligne des Arcs à Draguignan
Origine du kilométrage : Les Arcs - Draguignan
| Nom                       | Type de gare | Ligne(s) et PK            | Date d'ouverture   | Date de fermeture voyageurs | Date de fermeture marchandises | Altitude | Code UIC | Code TR3A | Coordonnées                 | Image | Remarques |
| ------------------------- | ------------ | ------------------------- | ------------------ | --------------------------- | ------------------------------ | -------- | -------- | --------- | --------------------------- | ----- | --- |
| Les Arcs Draguignan       | Gare         | 930 : 135,538 943 : 0,000 | 1er septembre 1862 | Ouverte                     |                                | 63 m     | 87755447 | LAC       | 43° 27′ 20″ N, 6° 28′ 57″ E |       | Anciennement Les Arcs. L'ajout de Draguignan a eu lieu après la fermeture de la ligne 943 au service voyageurs, fin 1980. |
| La Motte Sainte-Rosseline | Gare         | 943 : 4,557               | 18 octobre 1864    | 27 septembre 1980           | Ouverte                        | 109 m    | 87755835 | LII       | 43° 28′ 52″ N, 6° 30′ 51″ E |       | Indiquée Sainte-Rosseline, avec deux S, dans les indicateurs horaires de 1931 et 1975, ainsi que sur les plaques de gare. Ce nom correspond à celui d'un château proche de la gare. Aujourd'hui connue comme La Motte - Sainte-Roseline, avec un seul S. |
| Trans                     | Gare         | 943 : 8,57                | 18 octobre 1864    | 27 septembre 1980           |                                | 151 m    | 87755843 | TNS       | 43° 30′ 15″ N, 6° 28′ 58″ E |       | |
| Draguignan                | Gare         | 943 : 12,5                | 18 octobre 1864    | 27 septembre 1980           |                                | 180 m    | 87755850 | DRG       | 43° 32′ 04″ N, 6° 27′ 51″ E |       | |

#### Ligne de Carnoules à Gardanne
Origine du kilométrage : Carnoules
| Nom                    | Type de gare | Ligne(s) et PK            | Date d'ouverture   | Date de fermeture voyageurs | Date de fermeture marchandises | Altitude | Code UIC | Code TR3A | Coordonnées                 | Image | Remarques |
| ---------------------- | ------------ | ------------------------- | ------------------ | --------------------------- | ------------------------------ | -------- | -------- | --------- | --------------------------- | ----- | --------- |
| Carnoules              | Gare         | 930 : 101,476 947 : 0,000 | 1er septembre 1862 | Ouverte                     |                                | 193 m    | 87755371 | CNS       | 43° 17′ 50″ N, 6° 11′ 10″ E |       |           |
| Besse                  | Gare         | 947 : 5,522               |                    |                             |                                | 257 m    | 87755702 | BSD       | 43° 20′ 14″ N, 6° 10′ 30″ E |       |           |
| Sainte-Anastasie (Var) | Gare         | 947 : 9,297               |                    |                             |                                | 274 m    |          |           | 43° 20′ 32″ N, 6° 07′ 51″ E |       |           |
| Forcalqueiret Garéoult | Gare         | 947 : 12,734              |                    |                             |                                | 296 m    |          |           | 43° 20′ 37″ N, 6° 05′ 37″ E |       |           |
| Camps-lès-Brignoles    | Gare         | 947 : 17,2                |                    |                             |                                | 293 m    |          |           | 43° 22′ 37″ N, 6° 05′ 25″ E |       |           |
| Brignoles              | Gare         | 947 : 23,726              |                    |                             |                                | 214 m    | 87755736 | BLS       | 43° 24′ 21″ N, 6° 03′ 23″ E |       |           |
| Les Censiès            | Gare         | 947 : 28,516              |                    |                             |                                | 232 m    | 87755769 | CFN       | 43° 24′ 12″ N, 6° 00′ 05″ E |       |           |
| Tourves                | Gare         | 947 : 36,038              |                    |                             |                                | 296 m    | 87755777 | TVS       | 43° 24′ 44″ N, 5° 55′ 03″ E |       |           |
| Saint-Maximin          | Gare         | 947 : 42,305              |                    |                             |                                | 318 m    | 87755785 | SXM       | 43° 26′ 46″ N, 5° 51′ 55″ E |       |           |
| Pourcieux              | Gare         | 947 : 49,911              |                    |                             |                                | 350 m    | 87751537 | PRK       | 43° 28′ 19″ N, 5° 47′ 08″ E |       |           |
| Pourrières             | Halte        | 947 : 55,0                |                    |                             |                                | 289 m    |          |           | 43° 27′ 56″ N, 5° 43′ 57″ E |       |           |

### Lignes à voie métrique

#### Ligne de Nice à Meyrargues, dite «Central-Var»
Origine du kilométrage : Nice Sud-France
| Nom                       | Type de gare | Ligne(s) et PK       | Date d'ouverture | Date de fermeture voyageurs | Date de fermeture marchandises | Altitude | Code UIC | Code TR3A | Coordonnées                 | Image | Remarques |
| ------------------------- | ------------ | -------------------- | ---------------- | --------------------------- | ------------------------------ | -------- | -------- | --------- | --------------------------- | ----- | --------- |
| Saint-Cassien Tanneron    | Gare         | Central-Var : 62,307 |                  |                             |                                | 179 m    |          |           | 43° 36′ 45″ N, 6° 49′ 15″ E |       |           |
| Montauroux                | Gare         | Central-Var : 67,414 |                  |                             |                                | 199 m    |          |           | 43° 36′ 24″ N, 6° 46′ 43″ E |       |           |
| Callian                   | Gare         | Central-Var : 70,315 |                  |                             |                                | 207 m    |          |           | 43° 36′ 53″ N, 6° 44′ 47″ E |       |           |
| Tourrettes (Var)          | Halte        | Central-Var :        |                  |                             |                                | 242 m    |          |           | 43° 37′ 05″ N, 6° 42′ 25″ E |       |           |
| Fayence                   | Gare         | Central-Var : 74,484 |                  |                             |                                | 265 m    |          |           | 43° 37′ 21″ N, 6° 41′ 24″ E |       |           |
| Seillans                  | Gare         | Central-Var : 79,486 |                  |                             |                                | 334 m    |          |           | 43° 37′ 54″ N, 6° 39′ 24″ E |       |           |
| Les Méaulx                | Halte        | Central-Var :        |                  |                             |                                | 356 m    |          |           | 43° 36′ 43″ N, 6° 37′ 08″ E |       |           |
| Claviers                  | Gare         | Central-Var :        |                  |                             |                                | 398 m    |          |           | 43° 36′ 11″ N, 6° 33′ 56″ E |       |           |
| Bargemon                  | Gare         | Central-Var :        |                  |                             |                                | 356 m    |          |           | 43° 36′ 58″ N, 6° 33′ 28″ E |       |           |
| Callas                    | Gare         | Central-Var :        |                  |                             |                                | 396 m    |          |           | 43° 35′ 42″ N, 6° 32′ 23″ E |       |           |
| Figanières                | Gare         | Central-Var :        |                  |                             |                                | 281 m    |          |           | 43° 34′ 03″ N, 6° 30′ 26″ E |       |           |
| Draguignan Sud-France     | Gare         | Central-Var :        |                  |                             |                                | 180 m    |          |           | 43° 32′ 02″ N, 6° 27′ 48″ E |       |           |
| Flayosc                   | Gare         | Central-Var :        |                  |                             |                                | 235 m    |          |           | 43° 31′ 57″ N, 6° 24′ 24″ E |       |           |
| Sauveclare                | Halte        | Central-Var :        |                  |                             |                                | 201 m    |          |           | 43° 30′ 52″ N, 6° 23′ 15″ E |       |           |
| Lorgues                   | Gare         | Central-Var :        |                  |                             |                                | 238 m    |          |           | 43° 29′ 55″ N, 6° 21′ 12″ E |       |           |
| Sainte-Foy                | Halte        | Central-Var :        |                  |                             |                                | 255 m    |          |           | 43° 30′ 33″ N, 6° 18′ 27″ E |       |           |
| Entrecasteaux             | Gare         | Central-Var :        |                  |                             |                                | 246 m    |          |           | 43° 31′ 22″ N, 6° 16′ 53″ E |       |           |
| Salernes Villecroze       | Gare         | Central-Var :        |                  |                             |                                | 242 m    |          |           | 43° 33′ 38″ N, 6° 14′ 39″ E |       |           |
| Aups Sillans              | Gare         | Central-Var :        |                  |                             |                                | 364 m    |          |           | 43° 34′ 05″ N, 6° 10′ 55″ E |       |           |
| Rognette Cotignac         | Gare         | Central-Var :        |                  |                             |                                | 404 m    |          |           | 43° 33′ 27″ N, 6° 06′ 36″ E |       |           |
| Pontevès                  | Halte        | Central-Var :        |                  |                             |                                | 330 m    |          |           | 43° 33′ 37″ N, 6° 01′ 39″ E |       |           |
| Barjols Tavernes          | Gare         | Central-Var :        |                  |                             |                                | 305 m    |          |           | 43° 33′ 51″ N, 6° 00′ 25″ E |       |           |
| Varages                   | Gare         | Central-Var :        |                  |                             |                                | 306 m    |          |           | 43° 35′ 46″ N, 5° 57′ 22″ E |       |           |
| Saint-Martin-de-Pallières | Gare         | Central-Var :        |                  |                             |                                | 376 m    |          |           | 43° 36′ 02″ N, 5° 53′ 03″ E |       |           |
| Esparron                  | Gare         | Central-Var :        |                  |                             |                                | 394 m    |          |           | 43° 36′ 02″ N, 5° 50′ 41″ E |       |           |
| Artigues                  | Halte        | Central-Var :        |                  |                             |                                | 363 m    |          |           | 43° 36′ 05″ N, 5° 48′ 06″ E |       |           |
| Rians                     | Gare         | Central-Var :        |                  |                             |                                | 355 m    |          |           | 43° 36′ 42″ N, 5° 45′ 23″ E |       |           |
| Port-sec des Roques       | Halte        | Central-Var :        |                  |                             |                                | 307 m    |          |           | 43° 36′ 56″ N, 5° 41′ 43″ E |       |           |

## Gares ferroviaires des lignes du réseau d’intérêt local

### Lignes à voie métrique

#### Ligne de Saint-Raphaël à Toulon, dite «du littoral»
| Nom                                   | Type de gare | Ligne(s) et PK | Date d'ouverture  | Date de fermeture voyageurs | Date de fermeture marchandises | Altitude | Code UIC | Code TR3A | Coordonnées                 | Image | Remarques |
| ------------------------------------- | ------------ | -------------- | ----------------- | --------------------------- | ------------------------------ | -------- | -------- | --------- | --------------------------- | ----- | --- |
| Saint-Raphël Sud-France               | Gare         |                | 19 septembre 1889 |                             |                                | 8 m      |          |           | 43° 25′ 26″ N, 6° 46′ 09″ E |       | |
| Fréjus Sud-France                     | Gare         |                | 19 septembre 1889 |                             |                                | 3 m      |          |           | 43° 25′ 39″ N, 6° 44′ 10″ E |       | |
| Villepey-les-Bains                    | Halte        |                |                   |                             |                                | 7 m      |          |           | 43° 23′ 30″ N, 6° 43′ 36″ E |       | Figure sur l'horaire de 1914, pas sur celui de 1931.                                                           |
| Roquebrune Saint-Aygulf               | Halte        |                | 19 septembre 1889 |                             |                                | 15 m     |          |           | 43° 23′ 08″ N, 6° 43′ 21″ E |       | |
| La Gaillarde                          | Halte        |                | 19 septembre 1889 |                             |                                | 7 m      |          |           | 43° 21′ 56″ N, 6° 42′ 46″ E |       | |
| La Garonette San Peïre                | Halte        |                | 19 septembre 1889 |                             |                                | 5 m      |          |           | 43° 20′ 33″ N, 6° 41′ 25″ E |       | |
| La Garonette-Plage Le Val-d’Esquières | Halte        |                |                   |                             |                                | 3 m      |          |           | 43° 20′ 28″ N, 6° 40′ 50″ E |       | |
| La Nartelle                           | Halte        |                |                   |                             |                                | 6 m      |          |           | 43° 19′ 30″ N, 6° 39′ 53″ E |       | |
| Sainte-Maxime Plan-de-la-Tour         | Gare         |                | 19 septembre 1889 |                             |                                | 3 m      |          |           | 43° 18′ 38″ N, 6° 38′ 07″ E |       | |
| Guerrevieille Beauvallon              | Halte        |                |                   |                             |                                | 3 m      |          |           | 43° 17′ 27″ N, 6° 36′ 32″ E |       | |
| Saint-Pons-les-Mûres                  | Gare         |                | 19 septembre 1889 |                             |                                | 3 m      |          |           | 43° 16′ 46″ N, 6° 34′ 41″ E |       | Initialement Grimaud jusqu'à l'ouverture de l'antenne de Cogolin en 1894.                                      |
| La Foux                               | Gare         |                | 19 septembre 1889 |                             |                                | 3 m      |          |           | 43° 15′ 52″ N, 6° 34′ 52″ E |       | Initialement Cogolin - Saint-Tropez jusqu'aux ouvertures des antennes de Cogolin et Saint-Tropez en 1894.      |
| Gassin Ramatuelle                     | Gare         |                | 4 août 1890       |                             |                                | 42 m     |          |           | 43° 13′ 48″ N, 6° 34′ 31″ E |       | |
| La Croix                              | Gare         |                | 4 août 1890       |                             |                                | 97 m     |          |           | 43° 12′ 26″ N, 6° 34′ 07″ E |       | |
| Pardigon                              | Halte        |                |                   |                             |                                | 7 m      |          |           | 43° 11′ 08″ N, 6° 32′ 44″ E |       | |
| Cavalaire                             | Gare         |                | 4 août 1890       |                             |                                | 4 m      |          |           | 43° 10′ 22″ N, 6° 31′ 50″ E |       | |
| Le Dattier                            | Halte        |                |                   |                             |                                | 69 m     |          |           | 43° 09′ 30″ N, 6° 30′ 03″ E |       | Figure sur l'horaire de 1914, pas sur celui de 1931.                                                           |
| La Rayol                              | Halte        |                | 1925              |                             |                                | 37 m     |          |           | 43° 09′ 29″ N, 6° 28′ 41″ E |       | |
| Le Canadel                            | Halte        |                | 4 août 1890       |                             |                                | 21 m     |          |           | 43° 09′ 31″ N, 6° 27′ 48″ E |       | |
| Pramousquier                          | Halte        |                | 1896              |                             |                                | 17 m     |          |           | 43° 09′ 17″ N, 6° 26′ 57″ E |       | |
| Cavalière                             | Gare         |                | 4 août 1890       |                             |                                | 4 m      |          |           | 43° 09′ 07″ N, 6° 25′ 33″ E |       | |
| La Fossette Aiguebelle                | Halte        |                | 4 août 1890       |                             |                                | 12 m     |          |           | 43° 08′ 48″ N, 6° 23′ 43″ E |       | La Fossette jusqu'en 1909                                                                                      |
| Saint-Clair                           | Halte        |                |                   |                             |                                | 6 m      |          |           | 43° 08′ 40″ N, 6° 22′ 47″ E |       | |
| Le Lavandou                           | Gare         |                | 4 août 1890       |                             |                                | 9 m      |          |           | 43° 08′ 17″ N, 6° 21′ 51″ E |       | |
| Bormes                                | Gare         |                | 4 août 1890       |                             |                                | 32 m     |          |           | 43° 08′ 37″ N, 6° 20′ 26″ E |       | |
| La Verrerie                           | Halte        |                |                   |                             |                                | 74 m     |          |           | 43° 08′ 55″ N, 6° 18′ 10″ E |       | |
| La Londe                              | Gare         |                | 4 août 1890       |                             |                                | 24 m     |          |           | 43° 08′ 23″ N, 6° 14′ 15″ E |       | |
| Saint-Nicolas Mauvanne                | Halte        |                | 4 août 1890       |                             |                                | 2 m      |          |           | 43° 07′ 32″ N, 6° 11′ 40″ E |       | |
| Riondet Golf                          | Halte        |                |                   |                             |                                | 10 m     |          |           | 43° 07′ 11″ N, 6° 09′ 07″ E |       | |
| Hyères Ville                          | Gare         |                | 4 août 1890       |                             |                                | 21 m     |          |           | 43° 06′ 58″ N, 6° 07′ 55″ E |       | |
| Hyères Sud-France                     | Gare         |                | 4 août 1890       |                             |                                | 17 m     |          |           | 43° 06′ 32″ N, 6° 07′ 31″ E |       | Également Hyères-Échanges. Gare en terminus s'embranchant en triangle à la voie reliant Hyères-Ville à Toulon. |
| Costebelle                            | Halte        |                |                   |                             |                                | 8 m      |          |           | 43° 05′ 37″ N, 6° 07′ 50″ E |       | |
| L’Almanarre Pompaniana                | Halte        |                |                   |                             |                                | 4 m      |          |           | 43° 04′ 48″ N, 6° 07′ 24″ E |       | |
| San-Salvadour Mont-des-Oiseaux        | Gare         |                |                   |                             |                                | 24 m     |          |           | 43° 05′ 04″ N, 6° 06′ 39″ E |       | |
| Fontbrun                              | Halte        |                |                   |                             |                                | 16 m     |          |           | 43° 05′ 08″ N, 6° 05′ 48″ E |       | |
| Beau-Rivage                           | Halte        |                |                   |                             |                                | 18 m     |          |           | 43° 05′ 24″ N, 6° 05′ 02″ E |       | |
| Carqueiranne                          | Gare         |                |                   |                             |                                | 22 m     |          |           | 43° 05′ 35″ N, 6° 04′ 27″ E |       | |
| La Colle-Noire                        | Halte        |                |                   |                             |                                | 40 m     |          |           | 43° 06′ 08″ N, 6° 03′ 25″ E |       | |
| La Moutonne                           | Halte        |                |                   |                             |                                | 34 m     |          |           | 43° 06′ 32″ N, 6° 02′ 49″ E |       | |
| La Bayette                            | Halte        |                |                   |                             |                                | 33 m     |          |           | 43° 06′ 30″ N, 6° 02′ 04″ E |       | |
| Le Pradet                             | Gare         |                |                   |                             |                                | 32 m     |          |           | 43° 06′ 25″ N, 6° 01′ 37″ E |       | |
| Les Gravettes                         | Halte        |                |                   |                             |                                | 27 m     |          |           | 43° 06′ 31″ N, 6° 00′ 43″ E |       | |
| Pont-de-la-Clue                       | Halte        |                |                   |                             |                                | 24 m     |          |           | 43° 06′ 34″ N, 6° 00′ 05″ E |       | |
| Sainte-Marguerite                     | Halte        |                |                   |                             |                                | 22 m     |          |           | 43° 06′ 43″ N, 5° 59′ 24″ E |       | |
| Pont-de-Suve                          | Halte        |                |                   |                             |                                | 21 m     |          |           | 43° 06′ 55″ N, 5° 58′ 52″ E |       | |
| Les Ameniers                          | Halte        |                |                   |                             |                                | 15 m     |          |           | 43° 07′ 17″ N, 5° 58′ 03″ E |       | |
| Saint-Jean-du-Var                     | Halte        |                |                   |                             |                                | 7 m      |          |           | 43° 07′ 19″ N, 5° 57′ 20″ E |       | |
| Toulon (Sud-France)                   | Gare         |                |                   |                             |                                | 2 m      |          |           | 43° 07′ 03″ N, 5° 56′ 18″ E |       | |

#### Tramway de Cogolin à Saint-Tropez
Cette ligne croise la précédente à La Foux.
| Nom                   | Type de gare | Ligne(s) et PK | Date d'ouverture  | Date de fermeture voyageurs | Date de fermeture marchandises | Altitude | Code UIC | Code TR3A | Coordonnées                 | Image | Remarques                                                                                                 |
| --------------------- | ------------ | -------------- | ----------------- | --------------------------- | ------------------------------ | -------- | -------- | --------- | --------------------------- | ----- | --- |
| Cogolin Grimaud       | Gare         |                |                   |                             |                                | 8 m      |          |           | 43° 15′ 04″ N, 6° 32′ 16″ E |       | |
| Les Garcinières       | Halte        |                |                   |                             |                                | 8 m      |          |           | 43° 15′ 05″ N, 6° 33′ 15″ E |       | |
| Chemin de Grimaud     | Halte        |                |                   |                             |                                | 6 m      |          |           | 43° 15′ 37″ N, 6° 34′ 11″ E |       | |
| La Foux               | Gare         |                | 19 septembre 1889 |                             |                                | 3 m      |          |           | 43° 15′ 52″ N, 6° 34′ 52″ E |       | Initialement Cogolin - Saint-Tropez jusqu'aux ouvertures des antennes de Cogolin et Saint-Tropez en 1894. |
| Bertaud               | Halte        |                |                   |                             |                                | 8 m      |          |           | 43° 15′ 41″ N, 6° 35′ 47″ E |       | |
| Oustaled dei Pescadou | Halte        |                |                   |                             |                                | 10 m     |          |           | 43° 15′ 44″ N, 6° 36′ 10″ E |       | |
| Château-Martin        | Halte        |                |                   |                             |                                | 5 m      |          |           | 43° 15′ 49″ N, 6° 36′ 52″ E |       | |
| Maleribes             | Halte        |                |                   |                             |                                | 4 m      |          |           | 43° 15′ 50″ N, 6° 37′ 07″ E |       | |
| La Bouillabaisse      | Halte        |                |                   |                             |                                | 2 m      |          |           | 43° 15′ 54″ N, 6° 37′ 29″ E |       | |
| Le Pilon              | Halte        |                |                   |                             |                                | 2 m      |          |           | 43° 16′ 03″ N, 6° 37′ 50″ E |       | |
| Saint-Tropez          | Gare         |                |                   |                             |                                | 2 m      |          |           | 43° 16′ 15″ N, 6° 38′ 11″ E |       | |